# Eunice macrobranchia
Eunice macrobranchia är en ringmaskart som först beskrevs av Schmarda 1861.  Eunice macrobranchia ingår i släktet Eunice och familjen Eunicidae.
Artens utbredningsområde är Mexikanska golfen. Inga underarter finns listade i Catalogue of Life.